# Alexander Gerasimov (Footballspieler)
Alexander „Sascha“ Gerasimov (* 1983/1984 in St. Petersburg) ist ein ehemaliger deutscher Footballspieler.

## Laufbahn
Gerasimov, der mit sechs Jahren aus Russland nach Magdeburg kam, begann seine Laufbahn im American Football 2001 im Nachwuchsbereich der Magdeburg Virgin Guards, 2002 wechselte er in die Jugend der Braunschweig Lions. In den Spieljahren 2004 und 2005 gehörte er der Herrenmannschaft der Braunschweiger in der höchsten deutschen Footballliga, der GFL, an und wurde mit der Mannschaft 2004 deutscher Vizemeister sowie 2005 deutscher Meister.
Der 1,78 Meter große Runningback schloss sich den Hamburg Blue Devils an, für die er 2006 und 2007 in der GFL auf dem Rasen stand. 2008 ging er zu den Kiel Baltic Hurricanes. Mit Kiel zog er im September 2008 ins Endspiel um die deutsche Meisterschaft ein, unterlag dort aber den Berlin Adlern.
2009 ging er zu den Magdeburg Virgin Guards in die Regionalliga zurück.
Auch seine Brüder Anton und Andrej spielten Football in der GFL.